# Elliott Smith
Steven Paul Smith (Omaha, Nebraska, 6 de Agosto de 1969 - 21 de outubro de 2003, Los Angeles, California), mais conhecido como Elliott Smith, foi um cantor e músico norte-americano, nascido em Omaha, Nebraska, mas viveu grande parte da sua vida em Portland, Oregon, onde ganhou popularidade. Seu principal instrumento era o violão, mas também tocava piano, clarinete, baixo, gaita e bateria.
Depois de tocar na banda Heatmiser por alguns anos, ele começou sua carreira solo em 1994 com lançamentos pelas gravadoras independente Cavity Search e Kill Rock Stars. Em 1997 ele assinou um contrato com a DreamWorks Records, com a qual ele gravou 2 álbuns. Ficou famoso após sua canção "Miss Misery", trilha sonora de Good Will Hunting, ser indicada para o Oscar como melhor canção em 1997.
Smith batalhou contra a depressão, alcoolismo e vício em drogas por anos, sendo estes relatados algumas vezes em suas canções. É  conhecido inclusive por suas composições mais melancólicas, abordando temas sobre a solidão, desespero e alienação social.
Ele faleceu aos 34 anos, em Los Angeles, Califórnia, com 2 facadas no peito, sendo a autópsia inconclusiva sobre se foi ou não suicídio. Nessa época, ele estava trabalhando em seu sexto disco, From A Basement on the Hill, que foi lançado postumamente em 19 de Outubro de 2004.

## Biografia
Steven Paul Smith nasceu no Hospital Clarkson em Omaha,Nebraska. Sua mãe, Bunny Welch, foi uma professora de música e seu pai, Gary Smith, era um estudante da universidade de Nebraska. Seus pais se divorciaram quando Elliott tinha apenas 6 meses, e Smith foi com sua mãe para Duncanville, Texas. Muito tempo depois Elliott fez uma tatuagem do mapa do Texas em seu braço 
"Eu não a fiz porque gosto do Texas. Pelo contrário. Mas eu não vou me esquecer de lá, apesar de me sentir tentado à esquecer, já que eu não gosto daquele lugar."
Elliott enfrentou uma difícil infância e teve um relacionamento turbulento com seu padrasto Charlie, sendo ele citado em músicas como "No Confidence Man" e "Flowers for Charlie". Smith declarou ter sido abusado sexualmente por Welch durante a infância, uma alegação que seu padrasto nega. Durante uma entrevista cedida por Jennifer Chiba, parceira de Elliott na data de sua morte, disse que parte dos motivos pelos quais Elliott se mantinha drogado era devido a sua infância: 
"Ele ficava se lembrando de traumas de infância, mas eu não estou no meu direito de falar sobre isso."
Durante grande parte de sua infância, a família de Elliott foi membro da Community of Christ mas fazendo serviços em uma Igreja Metodista local. Smith sentiu que ir à igreja fez muito pouco por ele, exceto pelo fato de fazê-lo ter grande medo do inferno. Em 2001, disse: "Eu não faço parte de nenhum tipo específico de espiritualidade. Eu tenho a minha própria versão dela."
Aos 9 anos, Elliott começou a tocar piano, e aos 10 já estava aprendendo a tocar violão comprado por seu pai. Nessa idade, compôs uma canção ao piano, "Fantasy", a qual ganhou lhe rendeu um prêmio em um festival de artes. Muitas pessoas por parte da família de sua mãe eram músicos amadores; seu avô era um baterista de Dixieland, e sua avó cantava em um coral.
Com 14 anos, deixou a casa de sua mãe no Texas e se mudou para Portland, Oregon, viver com seu pai, que trabalhava como psiquiatra. Foi nessa época que Elliott começou a ter contato com drogas e álcool, com seus amigos. Também começou seus primeiros experimentos com um gravador de multi-canal que lhe foi emprestado. Durante o ensino médio, Smith tocava clarinete na banda escolar. Também tocava guitarra e piano e cantou nas bandas "Stranger Than Fiction" e "A Murder of Crows", apelidado de Steven Smith ou "Johnny Panic". Concluiu seus estudos na Lincoln High School.
Após sua graduação, Smith começou a se chamar de "Elliott", alegando que seu nome "Steve" soava como nome de "valentões arrogantes" e que "Steven" era um nome muito "literário". Segundo seus amigos, ele também usava o pseudônimo "Elliott Stillwater-Rotter" durante a época em que esteve na banda "A Murder of Crows". O biógrafo S. R. Shutt especula que o nome Elliott provém da "Elliott Avenue", uma rua em Portland onde Smith viveu, ou que foi sugerido por sua namorada na época. Especula-se que Smith mudou seu nome para não ser confundido com Steve Smith, baterista da banda Journey.

Smith se formou em filosofia e ciências políticas, pela Hampshire College, em Amherst, Massachusetts, no ano de 1991: 
"Passei direto por quatro anos", ele explicou para a revista Under the Radar em 2003. "Acho que isso me provou que eu conseguia fazer algo que eu realmente não queria por quatro anos. Exceto pelo fato de que eu gostava do que estava estudando. Naquele tempo, parecia algo como, 'Este ano é sua primeira e única chance de ir pra faculdade e é melhor você fazer isto porque em algum dia, você vai desejar ter feito. Além do mais, o maior motivo pelo qual eu me apliquei foi por causa da minha namorada, e fui aceito mesmo a gente ter terminado antes do primeiro dia." 
Depois de formado, Elliott trabalhou numa padaria, de volta a Portland.

## Carreira

### Heatmiser: 1991 - 1993
Enquanto estava na faculdade, Smith formou a banda Heatmiser com seu colega de classe Neil Gust. Depois de graduado, a banda aderiu o baterista Tony Lash e o baixista Brandt Peterson. Assim, começaram suas apresentações por Portland em 1992. O grupo contém os álbuns Dead Air (1993) e Cop and Speeder (1994) assim como o Yellow No. 5 EP (1994) gravados pela Frontier Records. Assinaram com a  Virgin Records o que viria a ser o último álbum da banda, Mic City Sons (1996).
Durante essa época, Smith e Gust tiveram uma série de trabalhos estranhos em Portland, incluindo a instalação de paredes de gesso, espalhar cascalho em obras, reenvasamento de bambus e como pintores de um depósito. A dupla passou também pelo seguro desemprego por algum tempo, o que para eles foi considerado como "remuneração artística"

### 1994: Roman Candle
Seu primeiro álbum, Roman Candle (1994), foi lançado quando sua namorada da época o convenceu a mandar uma fita com "as mais recentes músicas que ele havia gravado em um gravador multi-canal e uma guitarra emprestados" para a Cavity Search Records. Christopher Cooper, dono da gravadora, imediatamente o convidou para a gravação de um álbum completo, o que surpreendeu Elliott uma vez que ele esperava apenas um single. Apesar do álbum, Smith disse: "Eu pensei que minha cabeça seria arrancada assim que o álbum saísse porque, naquela época, era completamente o oposto da onda Grunge que estava tão popular... O negócio é que o álbum foi muito bem recebido, o que foi um completo choque, e o que acabou com o Heatmiser, infelizmente"
O instrumental das músicas é primariamente o violão, ocasionalmente acompanhado por riffs de guitarra ou um pequeno acompanhamento de bateria. Somente na última faixa do disco, intitulada "Kiwi Maddog 20/20" (uma referência a um vinho barato)  tem toda a instrumentação.
Uma de suas primeiras performances foi no Umbra Penumbra, em 17 de Setembro de 1994. Apenas três músicas de Roman Candle foram tocas, com o restante das músicas sendo B-sides, músicas da época Heatmiser ou músicas não gravadas. Ao todo foram 10 canções, naquela noite. Logo após o show, Elliott foi convidado a abrir os shows de Mary Lou Lord por uma semana em sua turnê pelos Estados Unidos. Mais tarde, isso se tornaria uma amizade e uma colaboração em uma das músicas de Elliott, "I Figured You Out", música que ele mesmo descartou por "soar demais como The Eagles".
No mesmo ano, Smith realizou um single com Pete Krebs, contribuindo para a música "No Confidence Man", como o lado B do Single.

### 1995 - 1996: Elliott Smith e Either/Or
Em 1995, o álbum que recebeu seu nome e que foi realizado pela Kill Rock Stars, tinha como estilo de gravação similar ao usado para o Roman Candle, mas com maiores experimentações e sinais de crescimento. Apesar de o álbum ter sido gravado, majoritariamente, por Elliott sozinho, a amiga e vocalista da banda The Spinanes Rebecca Gates cantou em "St. Ides Heaven", e seu antigo colega de banda, Neil Gust fez a guitarra em "Single File". Várias músicas fazem alusão às drogas, mas Smith explicou que ele usou o tema como uma metáfora para "dependência" ao invés de as músicas serem de fato sobre drogas. Analisando, Smith sentiu que a atmosfera pesada do álbum o deu "uma reputação de ser alguém bem introspectivo e deprimido" e disse que, por isso, experimentou outros tipos de ritmo e atmosfera em suas músicas.
Em 1996, o diretor Jem Cohen gravou Smith tocando suas músicas acusticamente para o curta metragem Lucky Three: An Elliott Smith Portrait. Duas dessas músicas apareceriam em seu próximo álbum, Either/Or, outra realização da Kill Rock Stars. Either/Or saiu em 1997 com críticas favoráveis. Smith explorou seu instrumental, com suas músicas contendo baixo, bateria, teclado e guitarra, todos os instrumentos tocados por ele mesmo.
O título deriva de um livro de dois volumes do filósofo Dinamarquês Søren Kierkegaard, cujos livros geralmente lidam com temas como o desespero existencial, angústia, morte e Deus.
Durante este tempo, o alcoolismo de Smith já se instalava e era sobreposto ao uso de antidepressivos. Ao findar da turnê de Either/Or, alguns de seus amigos mais próximos tentaram uma intervenção em Chicago, o que se mostrou ineficaz. Logo depois, Elliott se mudou para o Brooklyn, New York.

### 1997 - 1998 "Miss Misery" e a Indicação ao Oscars
Em 1996, Smith foi selecionado pelo diretor e conhecido pelo tempo em que morou em Portland, Gus Van Sant para contribuir com a trilha sonora do filme Gênio Indomável. Smith contribuiu com sua nova música "Miss Misery" e mais três músicas já gravadas em outros discos ("No Name #3, Roman Candle, "Angeles" e "Say Yes", Either/Or). O filme foi um sucesso comercial com ótimas críticas e Smith se viu nomeado para um prêmio da Academia por "Miss Misery". Ele concordou em tocar durante a cerimônia, mas somente depois de lhe contarem que sua música seria tocada ao vivo ou por ele, ou por outro músico escolhido à critério de terceiros.
No dia 5 de Março de 1998, Elliott fez sua primeira aparição na TV, no programa Late Night with Conan O'Brien, apresentando "Miss Misery" em versão acústica. Alguns dias depois, vestindo um terno branco, tocou na cerimônia de premiação, acompanhado pela orquestra da casa. James Horner e Will Jennings ganharam o prêmio de melhor canção com "My Heart Will Go On" (cantada por Celine Dion) trilha sonora do filme Titanic. Elliott não se mostrou desapontado por não ter ganho.

Ao invés disso, comentou a respeito do surrealismo da experiência: 
"É exatamente como eu pensei que fosse... Surreal. Eu gosto de me apresentar tanto quanto gosto de compôr minhas músicas, em primeiro lugar. Mas o Oscars foi um show muito estranho, onde o set foi composto por uma única música encurtada para menos de dois minutos, e a audiência não estava lá para me ver tocar. Eu não gostaria de viver naquele mundo, mas foi divertido andar na Lua por um dia."

### 1998: XO
Após o Oscar, ficou bastante conhecido e saiu pela grande gravadora Dreamworks, gravando o disco XO. Em uma grande gravadora, Elliott se dedicou e trabalhou com diversos instrumentos novos, inclusive o saxofone, vistos em músicas como "A Question Mark". Bem instrumentado e produzido, as letras estavam mais brandas, apesar do pessimismo e críticas que podem ser notadas ao longo das letras, falando dos abusos do seu padrasto na canção "Waltz #2". O disco vendeu 400 mil cópias, e foi nessa época que ele começou a fazer grandes turnês e percorrer os Estados Unidos.

### 2000: Figure 8
Em 2000, gravou o disco Figure 8, lançado em abril deste ano, cuja capa ilustrou seu famoso memorial, localizado em Los Angeles, onde seus fãs faziam diversas homenagens. O memorial acabou por ser parcialmente destruído em 2017, dando lugar à construção de um bar/restaurante. O álbum seguiu a linha do seu antecessor, pela sofisticação da produção. Nesse disco, foi lançado o clipe de "Son of Sam", o último de sua carreira. Outras músicas se destacaram, tais como "Happiness" e "Can't Make a Sound", essa última considerada como uma das grandes composições do cantor.

## Discografia
| Data de Lançamento   | Álbum                       | Gravadora                            |
| -------------------- | --------------------------- | ------------------------------------ |
| 14 de Julho 1994     | Roman Candle                | Cavity Search Records Domino Records |
| 21 de Julho 1995     | Elliott Smith               | Kill Rock Stars                      |
| 25 de Fevereiro 1997 | Either/Or                   | Kill Rock Stars                      |
| 25 de Agosto 1998    | XO                          | DreamWorks                           |
| 18 de Abril 2000     | Figure 8                    | DreamWorks                           |
| 19 de Outubro 2004   | From a Basement on the Hill | ANTI-Records Domino Records          |
| Primavera de 2007    | New Moon                    | Kill Rock Stars                      |